# ماساتاکا ماتسوتویا
ماساتاکا ماتسوتویا (انگلیسی: Masataka Matsutoya؛ زادهٔ ۱۹ نوامبر ۱۹۵۱) موسیقی‌دان اهل ژاپن است.